# Stipagrostis ramulosa
Stipagrostis ramulosa är en gräsart som beskrevs av De Winter. Stipagrostis ramulosa ingår i släktet Stipagrostis och familjen gräs. Inga underarter finns listade i Catalogue of Life.